# Стилтон (Пенсилванија)
Стилтон (енгл. Steelton) град је у америчкој савезној држави Пенсилванија.

## Демографија
По попису из 2010. године број становника је 5.990, што је 132 (2,3%) становника више него 2000. године.
| Група             | 2000.         | 2010.         |
| Белци             | 3.393 (57,9%) | 2.593 (43,3%) |
| Афроамериканци    | 1.823 (31,1%) | 2.280 (38,1%) |
| Азијати           | 38 (0,6%)     | 43 (0,7%)     |
| Хиспаноамериканци | 438 (7,5%)    | 876 (14,6%)   |
| Укупно            | 5.858         | 5.990         |